# Kenji (Ära)
Kenji (japanisch 建治) ist eine japanische Ära (Nengō) von Mai 1275 bis März 1278 nach dem gregorianischen Kalender. Der vorhergehende Äraname ist Bun’ei, die nachfolgende Ära heißt Kōan. Die Ära fällt in die Regierungszeit des Kaisers (Tennō) Go-Uda.
Der erste Tag der Kenji-Ära entspricht dem 22. Mai 1275, der letzte Tag war der 22. März 1278. Die Kenji-Ära dauerte vier Jahre oder 1036 Tage.

## Ereignisse
- 1276 Kanezawa Sanetoki, Gründer der Kanazawa Bunko stirbt